# Správa majetku Apoštolského stolce
Správa majetku Apoštolského stolce (italsky Amministrazione del Patrimonio della Sede Apostolica, zkr. A.P.S.A.) je úřad římské kurie, jehož úkolem je správa majetku Svatého stolce. Působí jako centrální banka Svatého stolce, na rozdíl od Institutu pro náboženská díla (italsky Istituto per le Opere di Religione, zkratka IOR; populárně Vatikánská banka), který je komerční (obchodní) bankou ve Vatikánu.
Správa majetku Apoštolského stolce sídlí v Apoštolském paláci ve Vatikánu.

## Historie
Správu majetku Apoštolského stolce založil papež Pavel VI. v roce 1967, čímž nahradil předchozí kuriální organizace zaměřené na majetkovou správu. Jan Pavel II. stanovil ve své apoštolské konstituci Pastor bonus o římské kurii nová pravidla fungování této instituce.
V červenci 2014 papež František upravil pravomoci APSA a část kompetencí přesunul na Ekonomický sekretariát.
Na sklonku roku 2020 papež František přenesl správu finančních investic a nemovitostí vlastněných Státním sekretariátem na Správu majetku Apoštolského stolce, podléhající kontrole Ekonomického sekretariátu.

## Současnost
V čele úřadu stojí prezident, jímž je od roku 2023 Giordano Piccinotti. Pomáhají mu sekretář a rada složená z kardinálů, biskupů, presbyterů i laiků.
Úkolem úřadu je spravovat finanční prostředky, které převedl na Svatý Stolec italský stát v důsledku Lateránských dohod v roce 1929 (750 milionů italských lir v hotovosti a 1 miliarda italských lir v dluhopisech) i finanční zdroje, které Svatý Stolec získal následně. Je prostředkem kontaktu Svatého stolce s bankovním sektorem a mezinárodním finančním světem. Provádění finančních operací probíhá prostřednictvím Institutu pro náboženská díla.